# أورموند روبنز
أورموند روبنز (بالإنجليزية: Ormond Robbins)‏ (14 مارس 1910، ستيلووتر في الولايات المتحدة - 21 يوليو 1984، سيسايد في الولايات المتحدة)؛ روائي أمريكي. درس في جامعة واشنطن.